# تویرانو
تویرانو (به ایتالیایی: Toirano) یک کومونه در ایتالیا است که در استان ساونا واقع شده‌است.

## خصوصیات
تویرانو ۱۸٫۶ کیلومترمربع مساحت و ۲٬۲۵۴ نفر جمعیت دارد و ۳۷ متر بالاتر از سطح دریا واقع شده‌است.